# La Tea
La Tea, también conocido como La Atea, es un caserío peruano ubicado en el distrito de Piura, perteneciente a la provincia y departamento homónimo, al norte del Perú. 

## Ubicación
La Tea se ubica al oeste de la provincia de Piura, en el distrito de Piura, en el departamento de Piura.

## Demografía
En 2017 La Tea tenía una población de 81 habitantes.
| Gráfica de evolución demográfica de La Tea entre 1993 y 2017 |
|                                                              |
| Fuentes: Población 1993 y 2017                               |